# Sumowo (gromada)
Sumowo – dawna gromada, czyli najmniejsza jednostka podziału terytorialnego Polskiej Rzeczypospolitej Ludowej w latach 1954–1972.
Gromady, z gromadzkimi radami narodowymi (GRN) jako organami władzy najniższego stopnia na wsi, funkcjonowały od reformy reorganizującej administrację wiejską przeprowadzonej jesienią 1954 do momentu ich zniesienia z dniem 1 stycznia 1973, tym samym wypierając organizację gminną w latach 1954–1972.
Gromadę Sumowo z siedzibą GRN w Sumowie utworzono – jako jedną z 8759 gromad na obszarze Polski – w powiecie brodnickim w woj. bydgoskim, na mocy uchwały nr 24/2 WRN w Bydgoszczy z dnia 5 października 1954. W skład jednostki weszły obszary dotychczasowych gromad Sumowo i Sumówko ze zniesionej gminy Zbiczno oraz obszary dotychczasowych gromad Najmowo i Wichulec ze zniesionej gminy Bobrowo w tymże powiecie. Dla gromady ustalono 23 członków gromadzkiej rady narodowej.
Gromadę zniesiono 1 stycznia 1969, a jej obszar włączono do gromad Zbiczno (sołectwo Sumówko oraz wsie Sumowo i Sośno Szlacheckie) i Bobrowo (sołectwo Wichulec i wieś Najmowo) w tymże powiecie.